# Traité d'Adams-Onís
 (décembre 2023).
Si vous disposez d'ouvrages ou d'articles de référence ou si vous connaissez des sites web de qualité traitant du thème abordé ici, merci de compléter l'article en donnant les références utiles à sa vérifiabilité et en les liant à la section « Notes et références ».

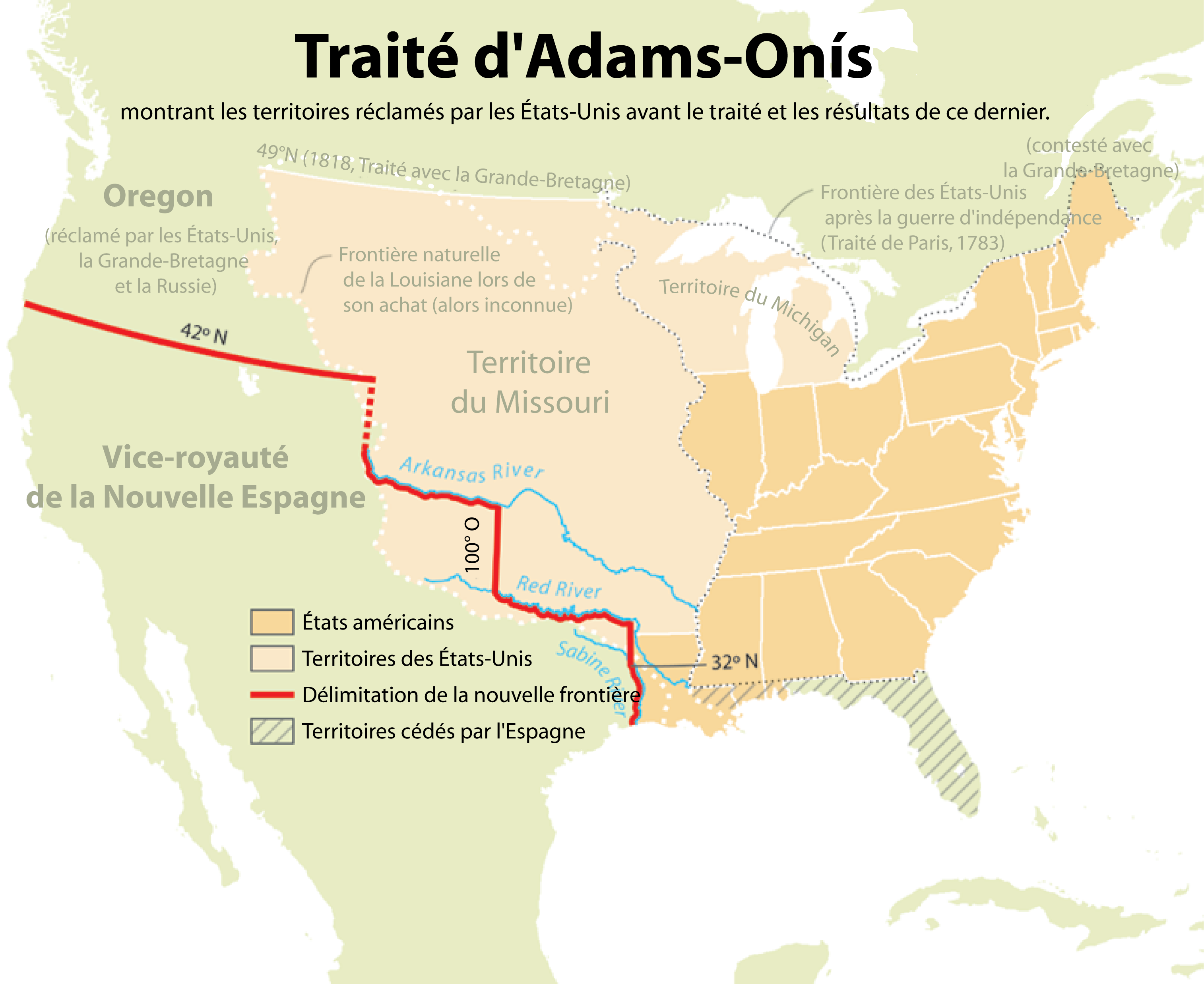

Le traité Adams-Onís de 1819 (formellement intitulé « Traité d'amitié, de colonisation et de limite entre les États-Unis d'Amérique et sa Majesté catholique »), aussi connu sous les noms de traité transcontinental de 1819 et quelquefois de traité d'achat de Floride, est un traité historique entre les États-Unis et l'Espagne qui définit la frontière entre les deux nations, alors disputée, en Amérique du Nord. Ce traité est le résultat de tensions grandissantes entre les deux pays sur des droits territoriaux à une période de faiblesse du pouvoir espagnol sur le continent américain. En plus de la cession de la Floride, le traité fixe une frontière sur une zone disputée, le long de la rivière Sabine au Texas et établit fermement celle-ci entre territoire américain et la Nouvelle-Espagne (provinces de Alta California, Santa Fe de Nuevo México et Nuevas Filipinas) jusqu'aux Rocheuses et à l'océan Pacifique, le long du 42e parallèle nord.

## Histoire

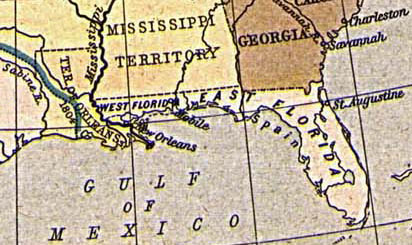
Floride Orientale et Floride Occidentale.

Alors que l'Espagne qui avait restauré une monarchie absolutiste refusa tout d'abord de négocier une quelconque modification de frontière en faveur des États-Unis, elle y fut contrainte à cause de révoltes au sein de ses colonies sur le continent américain et par crainte de perdre son empire colonial. En particulier lorsqu'Andrew Jackson, combattant les Amérindiens en Géorgie pendant la première guerre séminole, les avait poursuivis sur le territoire de la Floride espagnole et avait dans le même temps attaqué et capturé des forts espagnols en Floride. Ces actes avaient d'ailleurs failli causer une guerre avec l'Espagne et fait naître une controverse aux États-Unis. Au sein du cabinet de Monroe, certaines personnes avaient demandé le limogeage de Jackson, mais John Quincy Adams avait réalisé que ces actions avaient mis les États-Unis dans une situation diplomatique favorable. Bien que la puissance de l'Espagne sur le Nouveau Monde ait été depuis longtemps déclinante, les attaques de Jackson avaient démontré la faiblesse de l'Espagne vis-à-vis des États-Unis et des révolutionnaires latino-américains. 
Le traité fut négocié par John Quincy Adams, alors secrétaire d'État du président James Monroe et le ministre plénipotentiaire d'Espagne Luis de Onís. Par cet accord, les États-Unis reçoivent la pleine et totale souveraineté sur tous les pays situés à l'est du Mississippi, qui appartenaient au roi d'Espagne, sous le nom de « Floride orientale » et « Floride occidentale ». En échange, les États-Unis (selon l'article 3) « renoncent pour toujours, à tous les droits et réclamations sur les pays qui sont situés à l'ouest et au sud de la ligne susdite. » Cependant, ces pays, situés à l'ouest et au sud de la ligne susdite, sont aujourd'hui dans l'État du Texas, membre des États-Unis. 
Contrairement à une certaine idée reçue, aucun des 16 articles du traité ne mentionne que les États-Unis achètent ce territoire à l'Espagne. L'article 11 dit simplement « Les États-Unis, exonérant l'Espagne de toutes demandes dans le futur, en raison de réclamations de leurs citoyens, dont les renonciations ici contenues s'étendent, et les considérant toutes entièrement annulées, entreprennent de donner satisfaction à ceux-ci, par un montant n'excédant pas cinq millions de dollars. »
Le traité fut signé le 22 février 1819, à Washington, D.C., les ratifications furent échangées et le traité proclamé le 22 février 1821.